# Desa Padasuka (administrativ by i Indonesien, Banten, lat -6,26, long 106,18)
Desa Padasuka är en administrativ by i Indonesien.   Den ligger i provinsen Banten, i den västra delen av landet, 70 km väster om huvudstaden Jakarta.